# Elementos de Álgebra
Elementos de Álgebra es un libro de texto de matemáticas elementales escrito por Leonhard Euler alrededor del año 1765 en Alemania. Originalmente fue publicado en ruso como "Aritmética Universal"(Универсальная арифметика), dos volúmenes que aparecieron en 1768-1769 y en 1770 se imprimieron a partir del texto original. Elementos de Álgebra es uno de los primeros libros en exponer el álgebra en la forma moderna, a la que todos estamos acostumbrados hoy en día (otro de los primeros libros es Elementos de Álgebra de Nicholas Saunderson, publicado en 1740), y es uno de los pocos escritos de Euler, junto con Cartas a una princesa alemana, que son accesibles al público en general. Escrito en párrafos enumerados, una práctica común hasta el siglo XIX, los Elementos empieza con el concepto de magnitud para acabar llegando al de número, con lo que termina de "sentar la base de todas las ciencias matemáticas", después sigue con las operaciones fundamentales de la aritmética y los sistemas numéricos para después avanzar gradualmente hacia temas más abstractos.